# آرن داوودی
آرن داوودی چگانی ; متولد ۲۱ تیر ۱۳۶۵ در اصفهان) بازیکن حرفه‌ای در پست گارد راس و ملی پوش سابق ایرانی ارمنی‌تبار است و در لیگ برتر ایران در تیم‌های ذوب آهن، فولاد ماهان، همیاری زنجان، باشگاه بسکتبال همیاری شهرداری زنجانشیمیدر و نفت آبادان در لیگ برتر بسکتبال ایران بازی کرده‌است. وی در تاریخ ۲۲ فوریه ۲۰۱۹ پس از بازی با تیم ملی ژاپن به‌طور رسمی از تیم ملی ایران برای همیشه خداحافظی کرد؛ ولی در پنجره ششم مقدماتی جام جهانی ۲۰۲۳، پس از مصدومیت حامد حدادی دوباره به تیم ملی بازگشت.او پس از بازگشت تأکید کرد که بعد از اتمام پنجره ششم مقدماتی جام جهانی، مجدد از تیم ملی کناره گیری می کند و این بازگشت صرفا بابت کمک به تیم ملی کشورش و با اصرار سعید ارمغانی ، سرمربی تیم  ملی بسکتبال ایران صورت گرفته است و او در جام جهانی بسکتبال ۲۰۲۳ به میدان نمی رود .

## باشگاه‌ها
- ذوب آهن اصفهان[۱][۲]
- شهرداری تبریز[۱][۳]
- شهرداری اراک[۱][۳][۴]
- نفت آبادان[۱][۳][۴]
- همیاری زنجان[۱][۲]

## تیم ملی
داوودی در بازی‌های آسیایی گوانگجو همراه تیم ملی بود که به مدال برنز رسید و در قهرمانی‌های تیم ملی در آسیا در سال‌های ۲۰۰۹ و ۲۰۱۳ نیز حضور داشت. شوت سه امتیازی او در ثانیه‌های پایانی نیز باعث قهرمانی ایران در کاپ‌آسیای ۲۰۱۲ ژاپن شد. او پس از پایان بازی مقابل ژاپن در چهارچوب رقابت‌های انتخابی جام جهانی ۲۰۱۹ از تیم ملی خداحافظی کرد.

## افتخارات
- مدال برنز بازی‌های آسیایی گوانگجو[۱]
- نقره مسابقات جوانان ۲۰۰۲ و ۲۰۰۴
- قهرمانی ۲۰۰۹ تیانجین[۱]
- قهرمانی ۲۰۱۲ توکیو[۱]